# スウェーデンの交通事業者一覧
スウェーデンの交通事業者一覧（スウェーデンのこうつうじぎょうしゃいちらん）はスウェーデンの交通に関係する事業者の一覧。
事業者の並び順は基本的に事業者名のアルファベット順とする。

## 鉄道事業者
スウェーデンの鉄道は王立鉄道委員会（Kungl. Järnvägsstyrelsen）が直接運営を行う国営鉄道であったが、1988年に産業省所管の線路管理局（Banverket）が発足して王立鉄道委員会から国鉄線の線路保有管理事業が分離されたあと、1990年代以降段階的に国有企業による分割が進められた。このうち列車運行事業については2つの国有企業に分割され、Banverketが保有する国鉄線上での列車運行を行っている。このほか駅舎管理をJernhusen AB（イェルンフセン株式会社、旧国鉄不動産部門）、駅構内営業および列車清掃事業をTraffiCare AB（トラフィケア株式会社、旧国鉄ターミナル営業部門および清掃部門）の両国有企業が所管している。
- SJ AB (国鉄株式会社 : Statens Järnväg Aktiebolag) - 旅客列車運行事業を行う国有企業。
- グリーン・カーゴ (Green Cargo AB) - 貨物列車運行事業を行う国有企業。
- ヘクター・レール (Hector Rail AB) - 国鉄線上で貨物列車運行事業を行うスウェーデン本社の民間企業。ノルウェー、デンマーク、ドイツとの国際貨物輸送を行っている。

## 公営交通
スウェーデンの公営交通は県もしくはランスティングが単独か、県内の各市と共同で株式を所有する株式会社の形態をとっており、スウェーデンの地方交通で大きな役割を果たしている。一般名称としてはレーンストラフィーク(länstrafik)もしくはロカールトラフィーク(lokaltrafik)と呼ばれ、名称の中にその呼称を含んでいる場合もある。
- ブレーキンゲトラフィーケン (Blekingetrafiken) - ブレーキンゲ県内の公共交通機関を運営。
- ダーラトラフィーク (Dalatrafik) - ダーラナ県内の公共交通機関を運営。
- ハッランズトラフィケン (Hallandstrafiken) - ハッランド県内の公共交通機関を運営。
- レーンストラフィーケン・イ・イェムトランズ・レーン (Länstrafiken i Jämtlands län) - イェムトランド県内の公共交通機関を運営。
- ヨンショーピングス・レーンストラフィーク (Jönköpings Länstrafik) - ヨンショーピング県内の公共交通機関を運営。
- カルマル・レーンス・トラフィーク (Kalmar Läns Trafik) - カルマル県内の公共交通機関を運営。
- レーンストラフィーケン・イ・ノールボッテン (Länstrafiken i Norrbotten) - ノールボッテン県内の公共交通機関を運営。
- レーンストラフィーケン・イ・ヴェステルボッテン (Länstrafiken i Västerbotten) - ヴェステルボッテン県内の公共交通機関を運営。
- レーンストラフィーケン・クロノベリ (Länstrafiken Kronoberg) - クロノベリ県内の公共交通機関を運営。
- レーンストラフィーケン・セームランド (Länstrafiken Sörmland) - セーデルマンランド県内の公共交通機関を運営。
- スコーネトラフィーケン (Skånetrafiken) - スコーネ県内の公共交通機関を運営。
- ストールストックホルムス・ロカールトラフィーク (Storstockholms lokaltrafik) - ストックホルム県内の公共交通機関を運営。
- ウップランズ・ロカールトラフィーク (Upplands lokaltrafik) - ウプサラ県内の公共交通機関を運営。
- ヴェルムランズトラフィーク (Värmlandstrafik) - ヴェルムランド県内の公共交通機関を運営。
- ヴェステルノールランズ・レーンス・トラフィーク (Västernorrlands läns trafik) - ヴェステルノールランド県内の公共交通機関を運営。
- ヴェストマンランズ・ロカールトラフィーク (Västmanlands lokaltrafik) - ヴェストマンランド県内の公共交通機関を運営。
- ヴェストトラフィーク (Västtrafik) - ヴェストラ・イェータランド県内の公共交通機関を運営。
- X-トラフィーク (X-Trafik) - イェヴレボリ県内の公共交通機関を運営。
- レーンストラフィーケン・オレブロ (Länstrafiken Örebro) - オレブロ県内の公共交通機関を運営。
- ウストヨータトラフィーケン (Östgötatrafiken) - エステルイェータランド県内の公共交通機関を運営。

## バス会社
公営交通以外で路線バスを運営している主な会社。その多くは国や地方自治体と資本関係がない純然たる株式会社である。ここに掲げる会社以外にも多数の小規模な観光バス会社があり、その多くは地方に根ざした中小企業である傾向が強い。
- ユーロラインズ・スカンディナヴィア (Eurolines Scandinavia) - 通称「ユーロラインズ」。北欧から他のヨーロッパ各国の主要都市への高速バスを定期的に運行している。
- フリーグブッサナ・エアポート・コーチーズ (Flygbussarna Airport Coaches) - 通称「フリーグブッサナ」。スウェーデンの主要空港から近隣の都市へリムジンバスを運行している。
- スウェブス・エクスプレス (Swebus Express) - 通称「スウェブス」。スウェーデン国内の主要都市間を結ぶ高速バスを定期的に運行している。コペンハーゲン、オスロへも乗り入れている。
- スヴェンスカ・ブス (Svenska Buss) - ストックホルムを拠点にスウェーデンの他の大都市へ高速バスを定期的に運行している。スウェブス・エクスプレスに比べて路線範囲は小さい。
- セッフレブッセン (Säfflebussen) - ヨーテボリを拠点にスウェーデンの他の大都市へ高速バスを定期的に運行している。スヴェンスカ・ブス同様に路線範囲は小さいものの、コペンハーゲン、オスロへも乗り入れている。
- イーブス (Ybuss) - ストックホルムからノールランドの主要都市への定期便を運行している。